# Maurice i Katia Krafft
Katia Krafft (Soultz-Haut-Rhin, 17 d'abril de 1942 – 3 de juny de 1991) i el seu marit, Maurice Krafft (Guebwiller, 25 de març de 1946 – 3 de juny de 1991) van ser dos vulcanòlegs alsacians que van morir a causa d'un flux piroclàstic al mont Unzen del Japó el 3 de juny de 1991. La notícia de la seva mort va aparèixer al Bulletin of Volcanology, (vol. 54, pp 613–614).

## Trajectòria
Maurice i Katia van ser coneguts com els pioners a fotografiar i filmar volcans en erupció, de vegades a 30 cm de distància de la lava. Es van conèixer a la Universitat d'Estrasburg i van començar la seva carrera d'observadors de volcans poc després. Amb pocs diners, van estalviar per fer un viatge a Stromboli on van fotografiar la seva erupció. Sabent que el públic estava interessat en els seus documents sobre erupcions, en van fer carrera, la qual cosa els va permetre la capacitat de viatjar per tot el món.
Els Krafft eren sovint els primers a arribar a un volcà actiu, essent respectats i envejats per molts vulcanòlegs. Les seves seqüències dels efectes de les erupcions volcàniques eren un factor important per a dotar-se de la cooperació de les autoritats locals que observaven l'amenaça volcànica. Un bon exemple d'això va ser després del començament de l'activitat de la muntanya Pinatubo el 1991, on el seu vídeo dels efectes de l'erupció del Nevado del Ruiz a Colòmbia va ser mostrat a un gran nombre de persones, incloent a la presidenta filipina Corazón Aquino, i va convèncer molts escèptics que l'evacuació de la zona seria necessària.
El juny de 1991 mentre filmaven les erupcions de la muntanya Unzen, van ser atrapats per un flux piroclàstic, que en qüestió de segons va ocupar tota la vall on es trobaven els Krafft. Van morir a l'acte al costat de 40 periodistes que també cobrien les erupcions.
Maurice és famós per dir en el vídeo just el dia abans de la seva mort que: «Mai no tinc por, he vist tantes erupcions en 23 anys que encara que demà morís, no m'importaria».
El treball dels Krafft va ser destacat en un vídeo de National Geographic, que contenia una llarga quantitat de les seves filmacions i fotografies, a més d'entrevistes amb tots dos.

## Llibres
Maurice Krafft
- Guide des volcans d'Europe: généralités, France, Islande, Italie, Grèce, Allemagne..., Neuchâtel, Delachaux et Niestlé, 1974, 412 p.
- La Terre, une planète vivante, París, Hachette, 1978
- Questions à un vulcanologue: Maurice Krafft répond, Paris, Hachette-Jeunesse, 1981, 231 p.
- Les Volcans et leurs secrets, Nathan, París, 1984, 63 p.
- Le Monde merveilleux des volcans, París, Hachette-Jeunesse, 1981, 58 p.
- Les Feux de la Terre, Histoire de volcans, Découvertes Gallimard (n° 113), Gallimard, París, 1991, 2003, 208 p.

Maurice i Katia Krafft
- À l'assaut des volcans, Islande, Indonésie, París, Presses de la Cité, 1975, 112 p.
- Prefaci d'Eugen Ionescu, Les Volcans, París, Draeger-Vilo, 1975, 174 p.
- La Fournaise, volcan actif de l'île de la Réunion, Saint-Denis, Éditions Roland Benard, 1977, 121 p.
- Volcans, le réveil de la Terre, París, Hachette-Réalités, 1979, 158 p.
- Dans l'antre du Diable: volcans d'Afrique, Canaries et Réunion, París, Presses de la Cité, 1981, 124 p.
- Volcans et tremblements de terre, París, Les Deux Coqs d'Or, 1982, 78 p.
- Volcans et dérives des continents, París, Hachette, 1984, 157 p.
- Les plus beaux volcans, d'Alaska en Antarctique et Hawaï, París, Solar, 1985, 88 p.
- Volcans et éruptions, París, Hachette-Jeunesse, collection: le temps de la découverte, 1985, 90 p.
- Les Volcans du monde, Vevey-Lausanne, Éditions Mondo, 1986, 152 p.
- Objectif volcans, París, Nathan Image, 1986, 154 p.
- Führer zu den Virunga Vulkanen, Stuttgart, F. Enke, 1990, 187.

Maurice Krafft i Roland Benard
- Au cœur de la Fournaise, Orléans, Éditions Nourault-Bénard, 1986, 220 p.

Maurice Krafft, Katia Krafft i François-Dominique de Larouzière
- Guide des volcans d'Europe et des Canaries, Neuchätel: Delachaux et Niestlé, 1991, 455 p.